# Gmelina thothathriana
Gmelina thothathriana là một loài thực vật có hoa trong họ Hoa môi. Loài này được A.Rajendran & P.Daniel mô tả khoa học đầu tiên năm 2002.